# Kheen
Kheen (nep. खीन) – gaun wikas samiti w zachodniej części Nepalu w strefie Karnali w dystrykcie Kalikot. Według nepalskiego spisu powszechnego z 2011 roku liczył on 607 gospodarstw domowych i 3624 mieszkańców (1773 kobiety i 1851 mężczyzn).